# CQS
CQS è una società di gestione patrimoniale globale multi-strategia focalizzata sul credito con sede a Londra. Ha lanciato la sua prima strategia di credito nel 2000 e ora gestisce una gamma di mandati di investimento. Le capacità di investimento specifiche includono convertibili, titoli garantiti da attività, credito, prestiti, credito strutturato e azioni.
Tra i loro investitori figurano fondi pensione, compagnie assicurative, fondi sovrani, fondi di fondi, fondazioni e banche private. La CQS ha scommesso con successo sul mercato dei mutui subprime degli Stati Uniti.  Dal 2024 fa parte del gruppo Manulife.

## Storia
CQS è stata fondata nel 1999 da Michael Hintze, che ricopre il ruolo di Group Executive Chairman e Senior Investment Officer. Prima di fondare CQS, Hintze è stato European Head of Convertible Bonds presso Credit Suisse First Boston (CSFB) e Head of UK Equity Trading and European Convertible Bond Trading presso Goldman Sachs.
Oltre a Londra, CQS ha aperto uffici ad Hong Kong, New York e nel 2010 a Sydney.
Nel maggio 2012, è stato segnalato che si trovava dalla parte opposta della famigerata operazione JPMorgan di Bruno Iskil, in cui JPMorgan ha perso più di 2 miliardi di dollari a causa della sua massiccia posizione nei derivati di credito statunitensi.
A dicembre 2018, CQS aveva 18,1 miliardi di dollari in asset in gestione.  Secondo Bloomberg, il fondo principale di CQS ha guadagnato il 30,4% nel 2016, registrando i suoi migliori rendimenti annuali dal 2012.
Nell'aprile 2020, è stato segnalato che a marzo il Directional Opportunities Fund di CQS ha registrato il suo più grande calo di sempre del 30%. Già alla fine del 2019 gli asset gestiti erano scesi a 7,4 miliardi di dollari.
Il 3 aprile 2024 CQS è stata acquisita da Manulife.